# Бурен-Хем
Бурен-Хем — село в Каа-Хемском кожууне Республики Тыва. Административный центр и единственный населённый пункт Бурен-Хемского сумона.

## История
Основан в 1912 году русскими переселенцами под названием посёлок Зубковский. В 30-е годы, в период коллективизации и перехода аратов на оседлый образ жизни, среди жителей села появляются тувинцы. В 1948 году жителями села организован колхоз «Сталинский путь», в 1958 г. переименованный в колхоз «Вперед». В 1952 году указом Президиума Верховного Совета РСФСР поселок Зубовка переименован в поселок Бурен-Хем.
Бурен-Хем буквально «река Бурен».

## Население
| 2002  | 2010  | 2011  | 2012  | 2013  | 2014  | 2015  |
| ----- | ----- | ----- | ----- | ----- | ----- | ----- |
| 922   | ↗950  | ↗951  | ↘947  | ↗1019 | ↘1008 | ↗1010 |
| 2016  | 2017  | 2018  | 2019  | 2020  | 2021  |       |
| ↗1012 | ↗1031 | ↗1038 | ↘1028 | ↗1044 | ↘1015 |       |

## География
Село основано при р.Малый Енисей, у р. Бурен, впадающая в неё.
К селу примыкают местечки м. Ак-Даш, м. Ак-Даш-Чыланныг, м. Донмас-Суг, м. Кара-Суг, м. Кургаг-Ой, м. Кызыл-Эзим, м. Около горы Чурек, м. Суглуг-Ой, м. Хам-Дыт, м. Хатыгбай, м. Чабанская, м. Чаш-Хаак, м. Чинге-Хову, м. Шанчы Ужу, м. Эмиглиг.
улицы
- ул. Дружбы
- ул. Енисейская
- ул. Зеленая
- ул. Набережная
- ул. Подгорная
- ул. Черемушки

## Транспорт
Автодорога от Кызыла.

## Инфраструктура
МБОУ СОШ с. Бурен-Хем.
Пришкольный лагерь «Дружба».